# 가미노촌 (이바라키현)
가미노촌(上野村)은 이바라키현 나카군에 일찍이 존재했던 촌이다..

## 지리
- 구 오미야정의 동부, 현재의 히타치오미야시에 해당한다.
- 촌은 구지강 남쪽 기슭에 위치해 있다

## 역사
- 1889년 4월 1일 - 정촌제 시행에 수반해 나카군 다마가와촌이 성립하였다.
- 1955년 3월 31일 - 다마가와촌, 오가촌, 오바촌, 세키촌의 일부, 시즈촌과 합병해 오미야정이 성립하여, 동일 가미노촌은 폐지되었다.
- 2004년 10월 16일 - 오미야정이 나카 군 야마카타 정, 미와 촌, 오가와 촌, 히가시이바라키군 고젠야마 촌과 합병해 정의 이름을 히타치오미야 정으로 바꾸고. 동시에 시로 승격해 히타치오미야 시가 되었다.

## 인구
| 1891년 | 2,126 |
| 1920년 | 2,223 |
| 1935년 | 2,357 |
| 1950년 | 2,339 |

## 참고문헌
- 大宮町史編さん委員会編 『大宮町史』、大宮町、1977年
- 角川日本地名大辞典編纂委員会『가도카와 일본 지명 대사전 8 茨城県』、가도카와 쇼텐、1983年 ISBN 4040010809